# 東京都公園協会
公益財団法人東京都公園協会（とうきょうとこうえんきょうかい）は、東京都所管の公園・緑地・霊園等の管理と、東京都都市緑化基金の運用を行う公益財団法人。東京都建設局所管の政策連携団体（外郭団体）である。
公園に関する業務のほかに水上バス「東京水辺ライン」の運営も行っている。

## 沿革
- 1948年（昭和23年）2月1日 任意団体として業務開始[1]。
- 1954年（昭和29年）2月25日 財団法人として設立許可[1]。
- 1985年（昭和60年） 東京都の財政支出団体となる。
- 2006年（平成18年）4月 指定管理者として公園霊園管理を受託。

## 事業内容
以下は平成20年度事業計画による

### 公益事業
- 公園活用 - 普及・都民協働、総合カレッジ、サポーター基金
- 公園霊園管理

- - 公園・庭園管理 - 公園（55）、庭園（9）
  - 霊園・葬儀所管理 - 霊園（8）、納骨堂（3）、斎場、火葬場
- 公園支援 - スポーツ施設予約センター運営、運動施設管理、野外ステージ業務（2）、自然公園解説（奥多摩・八丈ビジターセンター）、八丈植物公園管理、水元公園水産試験場跡の監視・ボランティア支援等
- 水辺活用 - 水辺魅力アップ事業、水上バス運航（3隻2,470便）、発着場管理、隅田川・新河岸川テラス管理、扇橋閘門管理、土砂災害対策等支援
- 東京都緑化基金 - 都市緑化、市民緑地の維持管理、民間緑化推進事業の拡充
- 河川管理受託 - 調節池管理（10）、防災船着場等管理（11）、水上バス保守管理（3隻）

### 収益事業
- 公園収益 - 常設売店（株式会社パークス、37)、飲食店（3）、自動販売機（285）、その他売店（7）、井の頭自然園内スポーツランド、ボート場（4）、葛西臨海公園パークトレイン、駐車場（32公園43駐車場）、その他
- 水辺収益 - 暫定係留施設の管理運営（5）、河川区域での定期駐車場経営（11）

## 所在地
協会本社
〒160-0021 東京都新宿区歌舞伎町2丁目44番1号 東京都健康プラザハイジア9・10階